# Sonoritätshierarchie
Das Konzept der Sonoritätshierarchie geht davon aus, dass Phone, die zu unterschiedlichen Lautklassen gehören, sich auch in ihrer Sonorität, also ihrer Schallfülle, unterscheiden. Das Merkmal dient dazu, mittels der Abstufung der Sonorität die segmentelle Silbenstruktur zu erklären, also die Abgrenzungen der Silben im Wort und die innere Gliederung der Silbe. In einer Folge von Phonen gelten die jeweiligen Sonoritätsgipfel als Silbenkern, während die Sonoritätsminima eine Silbengrenze markieren. Somit fällt die Sonorität innerhalb einer Silbe zu den Silbenrändern hin ab, und sowohl der Silbenansatz als auch die Silbenkoda weisen eine geringere Sonorität als der Silbenkern auf.
Das Sonoritätsprinzip besagt demnach, dass die Sonorität jeder Silbe zum Silbenkern hin zunimmt und zur Silbengrenze abnimmt.
Das Ansteigen der Sonorität zum Silbenkern hin wird als sprachliche Universalie betrachtet, da es sich auf die große Mehrzahl der untersuchten Sprachen anwenden lässt. Ein Erklärungsansatz für diese Beobachtung ist, dass die Unterteilung des Sprachsignals in Silben durch die Abfolge von Abschnitten hoher und niedriger Sonorität erleichtert wird.
Die Sonoritätshierarchie verläuft von den Plosiven mit zunehmender Sonorität in Richtung der Vokale:
| Sonoritätswert | Sonoritätsklasse    |
| -------------- | ------------------- |
| 1              | Plosive             |
| 2              | Frikative           |
| 3              | Nasale              |
| 4              | Liquide             |
| 5              | Approximanten       |
| 6              | geschlossene Vokale |
| 7              | offene Vokale       |

In manchen Versionen der Sonoritätshierarchie wird den Affrikaten eine eigene Sonoritätsklasse (zwischen Plosiven und Frikativen) zugewiesen. Außerdem ist es möglich, innerhalb der Liquide zwischen dem Lateral /l/ und den r-Lauten /r, ʀ/ zu differenzieren: Wörter wie Kerl zeigen, dass r-Laute sonorer als /l/ sind. Für die Plosive und Frikative wird in manchen Versionen der Sonoritätshierarchie auch zwischen stimmhaften und stimmlosen Lauten unterschieden: Stimmhafte Plosive und Frikative gelten dann als sonorer als ihre stimmlosen Gegenstücke.
Im nachfolgenden Beispiel wird die unterschiedliche Sonorität der verschiedenen Phone durch die Höhe des darüberstehenden Balkens dargestellt; die Zahlenwerte finden sich unterhalb dieser Balken. Die Silbengrenze, gekennzeichnet durch den Punkt, findet sich am Sonoritätsminimum nach dem ersten Auftreten des Lautes [⁠n⁠].
|         |   |   |   |   |   |   |    |
|         |   |   |   |   |   |   |    |
|         |   |   |   |   |   |   |    |
|         |   |   |   |   |   |   |    |
|         |   |   |   |   |   |   |    |
| 1       | 6 | 3 |   | 2 | 6 | 3 | 2  |
| /k      | ɔ | n | . | z | ɛ | n | s/ |
| Konsens |   |   |   |   |   |   |    |

Der Ansatz, mit der Sonoritätshierarchie Silben zu beschreiben, begann Ende des 19. Jahrhunderts. Eduard Sievers führte 1881 die Sonoritätshierarchie der Lautklassen ein. Später erhielt das Prinzip Einzug in die Phonologie und findet sich in den Markiertheitsbeschränkungen der Optimalitätstheorie wieder.
Obwohl die Sonoritätshierarchie als universell gültig beschrieben wurde, finden sich in vielen Sprachen auch Silben, deren Aufbau nicht der Sonoritätshierarchie entspricht. Auch im Deutschen haben wir solche Gegenbeispiele: Im Wort Strumpf [ʃ͜tʀʊmp͡f] steht sowohl im Anlaut ein Frikativ [⁠ʃ⁠] vor einem Plosiv [⁠t⁠] als auch im Auslaut ein Frikativ [⁠f⁠] nach einem Plosiv [⁠p⁠]. Dennoch lässt sich sagen, dass der Aufbau einer Silbe präferiert der Sonoritätshierarchie folgt.